# Lepidodermella limogena
Lepidodermella limogena is een buikharige uit de familie Chaetonotidae. Het dier komt uit het geslacht Lepidodermella. Lepidodermella limogena werd in 1972 voor het eerst wetenschappelijk beschreven door Schrom. 